# هينك فان دير ليندن
هينك فان دير ليندن (بالهولندية: Henk van der Linden)‏ (7 ديسمبر 1918 أمستردام هولندا - 9 نوفمبر 1985 هارلم هولندا) هو لاعب كرة قدم هولندي سابق كان يلعب كمدافع.

## وصلات خارجية
هينك فان دير ليندن على موقع قاعدة بيانات كرة القدم.إي يو (الإنجليزية)
- هينك فان دير ليندن على موقع ناشيونال فوتبول تيمز (الإنجليزية)
- هينك فان دير ليندن على موقع عالم كرة القدم.نت (الإنجليزية)